# Бродська Ілона Миколаївна
Ілона Миколаївна Бродська (нар. 31 серпня 1967 року, село Краснопілля, Вуглегірський район, Сахалінська область, Російська РФСР, СРСР) — російська радянська актриса театру і кіно. Заслужена артистка Росії (2014). Лауреат премії Губернатора Омської області.

## Біографія
Ілона Бродська народилася 31 серпня 1967 року в селищі Краснопілля Вуглегірського району Сахалінської області Батько - професійний музикант, мати домогосподарка. Після закінчення середньої школи закінчила Сахалінське музичне училище. У 1987-1988 роках працювала артисткою в Южно-Сахалінському драматичному театрі імені Антона Чехова. У 1992 році успішно закінчила театральний факультет, курс Олександра Запорожця Далекосхідного державного інституту мистецтв за спеціальністю «актор драматичного театру і кіно» і була запрошена на роботу до найпрестижнішого сибірського найбільшого і найстарішого російського драматичного театру — Омського державного академічного театру драми.
У 2014 році Ілона Бродська переїхала з сім'єю з Омська на постійне місце проживання до Санкт-Петербурга.
З серпня 2014 року — актриса Театру на Василівському.

### Театральна діяльність
Зіграла понад 50 театральних ролей.
З репертуару класичного театру виконувала ролі:
- Брук Аштон — Майкл Фрейн «Театр»; Поліна — Ф. М. Достоєвський «Гравець»;
- Ганна Миколаївна — Ф. М. Достоєвський «Дядечків сон»;
- Глафіра — О. М. Островський «Вовки і вівці»;
- Біче — Едуардо де Філіппо «Людина і джентльмен»;
- Віра — А.Вампілов «Качине полювання»;
- Зузі — Павло Ландовський «Готель на годину»;
- Жар-птиця — Юлій Кім «А на небі веселка!..»;
- Розаура — Карло Гольдоні «Венеціанські близнюки»;
- Ірина — А. П. Чехов «Три сестри»;
- Дівчина — Карлос Фуентес «Церемонії зорі»;
- Валя — А. Володін «Подія, якого ніхто не помітив»;
- Пані Штраль — М. Ю. Лермонтова «Маскарад»;
- Маркіза Чібо — Альфред де Мюссе «Лоренцаччо»;
- Олена Андріївна — А. П. Чехов «Дядя Ваня»;
- Міс Арабелла Аллен (племінниця містера Уордля) — Чарльз Діккенс «Піквікський клуб»;
- Іда, Маріанна — Альфред де Мюссе, Іван Бунін «Каплиця»;
- Мадам Жорж — Олексій Шипенко «Натуральне господарство в Шамбалі»;
- Конячка Звонкогривка — Ольга Никифорова «Ну і ну»;
- Поліна (молода) — Наталія Скороход «Бъдын»;
- Ніна — Петро Гладилін «Любов як мілітаризм»;
- Мадам Вайнер — Ісаак Бабель «Захід»;
- Глорія Гулок — Джон Патрік «Дорога Памела»;
- Ханума — А. Цагарелі «Ханума»;
- Карен Вестон (дочка Беверлі і Віолетти) — Трейсі Леттса «Серпень. Графство Осейдж»;
- Варвара Харитонівна Лебідкіна (вдова) — О. М.. Островський «Пізня любов»;
- Катерина Львівна Ізмайлова — М. Лєсков «Леді Макбет Мценського повіту»;
- Туанетта — Ж.-Б. Мольєр «Уявний хворий»;
- Пупелла — Едуардо Скарпетта «Голодранці-аристократи»;
- Ольга Олексіївна — М. Горький «Дачники»;
- Варя — А. П. Чехов «Вишневий сад»;
- Дама; Співачка — Аркадій Аверченко «Чортова дюжина»;
- Дівчина в чорному; Наталія Михайлівна — А. П. Чехов «Дружина є дружина»;
- Серафима — М. Булгаков «Біг».

### Визнання[5]
- 1998 — лауреат різдвяної премії Інкомбанку «Молодіжна» — за роль Поліни у виставі «Бдин»
- 2004 — лауреатка конкурсу «Найкраща театральна робота», проведеного Урядом Омської області і Омським відділенням Спілки театральних діячів Росії (премія «Найкраща жіноча роль другого плану») — за виконання ролі Ольги Дудаковой у виставі «Дачники», режисер Е. Марчеллі.
- 2008 — грант благодійного фонду «Третьяковські традиції» — за заслуги в галузі театрального мистецтва.
- 2012 — лауреат премії Губернатора Омської області «За заслуги у розвитку культури та мистецтва» — за роль Серафими у виставі «Біг».

Указом Президента Російської Федерації від 5 березня .2014 року № 112 «Про нагородження державними нагородами Російської Федерації» була удостоєна почесного звання «Заслужений артист Російської Федерації».

## Родина
- Чоловік — Давид Бродський, російський актор театру і кіно, актор Театру на Василівському[6].
  - Дочка — Христина Бродська, російська актриса театру і кіно, актриса Санкт-Петербурзького державного молодіжного театру на Фонтанці, відома виконанням головних ролей у серіалах «Спліт» і «Тетянина ніч».